# Melissodes hymenoxidis
Melissodes hymenoxidis är en biart som beskrevs av Cockerell 1906. Melissodes hymenoxidis ingår i släktet Melissodes och familjen långtungebin. Inga underarter finns listade i Catalogue of Life.